# Iwogumoa interuna
Iwogumoa interuna là một loài nhện trong họ Amaurobiidae.
Loài này thuộc chi Iwogumoa. Iwogumoa interuna được miêu tả năm 1977 bởi Nishikawa.